# Exsudação gasosa de hidrocarbonetos (HCs)
A exsudação gasosa de hidrocarbonetos (HCs) também conhecida como seepage ou exsurgência, refere-se ao escape natural de fluidos ricos em hidrocarbonetos, principalmente gases, de reservatórios subterrâneos para a superfície.. Os reservatórios de petróleo não são completamente selados, permitindo escapes de fluidos, principalmente gases que, por processos de migração, exalam na superfície formando exsudações gasosas. De acordo com Simon van der Meer, (2002), o processo de escape de HC ocorre, principalmente, por efusão na forma livre resultante de altas pressões diferenciais nos reservatórios. A migração ocorre por várias formas, através de falhas, fraturas, planos de acamamentos e de rochas com altas porosidades, propiciando o alcance dos fluidos até a superfície. Os gases quando próximos ou presentes na superfície interagem com os solos produzindo um conjunto de alterações físico-químicas. Essas alterações provocam a dissolução ou precipitação de minerais, mobilização ou imobilização de elementos químicos, possibilitando o surgimento de uma assembléia mineralógica particular, além de causar alterações fisiológicas na vegetação sobrejacente. A oxidação química e/ou conversão bacteriológica de HCs, com consequente produção de CO2, H2S e ácidos orgânicos, transforma principalmente feldspatos em argilas, como caulinita, ilita e clorita. Estes processos também produzem carbonatos de cálcio devido à oxidação de HCs, precipitando-o em forma de cimento nos solos.